# Penhas Douradas

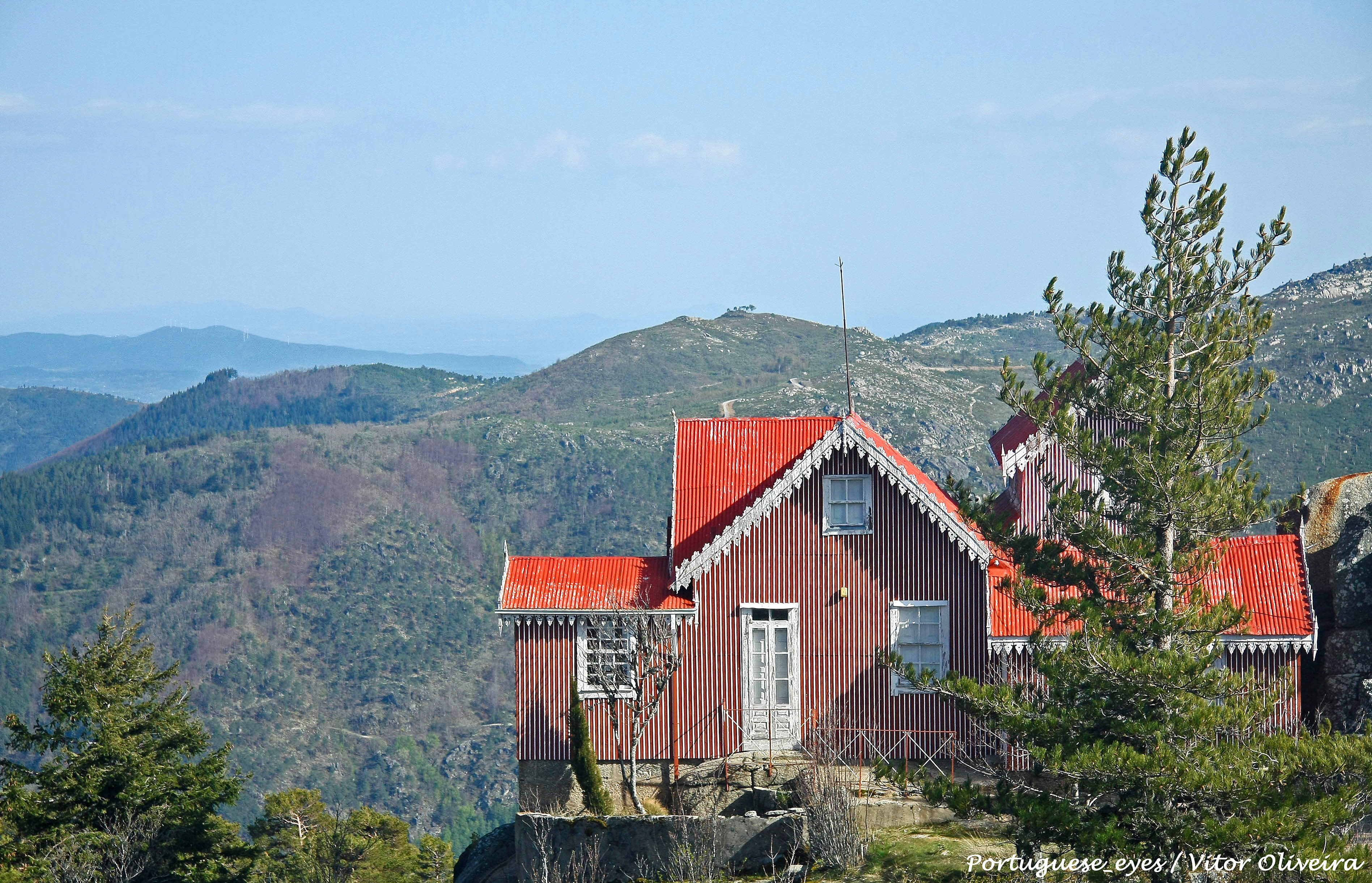
Penhas Douradas

Penhas Douradas é um local (assim designado devido à formação geológica aqui existente) situado no concelho de Manteigas, distrito da Guarda, na Serra da Estrela, a cerca de 1.475 metros de altitude, destacando-se pelos seus chalets e pela vista sobre o vale glaciar do rio Zêzere. Foi aqui, na Serra da Estrela, que surgiu a primeira estância de turismo de montanha de Portugal e é considerada uma das regiões mais frias do país.
Pertence à rede de Aldeias de Montanha.
A paisagem é dominada por grandes blocos graníticos. A vegetação é composta por bosques de pinheiro-silvestre ou pinheiro-de-casquinha (Pinus sylvestris). Perto das Penhas Douradas fica a barragem do Vale de Rossim, que se destina ao aproveitamento hidroeléctrico e a atividades náuticas, praticadas nomeadamente no Verão.
Sousa Martins (médico que se notabilizou no combate à tuberculose), na sequência da expedição científica realizada em 1881 pela Sociedade de Geografia de Lisboa, considerou as Penhas Douradas o lugar mais saudável do país, graças ao seu ar puro e fresco.

## Clima
| Valores climáticos para Penhas Douradas, Manteigas, Portugal | Valores climáticos para Penhas Douradas, Manteigas, Portugal | Valores climáticos para Penhas Douradas, Manteigas, Portugal | Valores climáticos para Penhas Douradas, Manteigas, Portugal | Valores climáticos para Penhas Douradas, Manteigas, Portugal | Valores climáticos para Penhas Douradas, Manteigas, Portugal | Valores climáticos para Penhas Douradas, Manteigas, Portugal | Valores climáticos para Penhas Douradas, Manteigas, Portugal | Valores climáticos para Penhas Douradas, Manteigas, Portugal | Valores climáticos para Penhas Douradas, Manteigas, Portugal | Valores climáticos para Penhas Douradas, Manteigas, Portugal | Valores climáticos para Penhas Douradas, Manteigas, Portugal | Valores climáticos para Penhas Douradas, Manteigas, Portugal | Valores climáticos para Penhas Douradas, Manteigas, Portugal |
| Mês                                                          | Jan                                                          | Fev                                                          | Mar                                                          | Abr                                                          | Mai                                                          | Jun                                                          | Jul                                                          | Ago                                                          | Set                                                          | Out                                                          | Nov                                                          | Dez                                                          | Ano                                                          |
| ------------------------------------------------------------ | ------------------------------------------------------------ | ------------------------------------------------------------ | ------------------------------------------------------------ | ------------------------------------------------------------ | ------------------------------------------------------------ | ------------------------------------------------------------ | ------------------------------------------------------------ | ------------------------------------------------------------ | ------------------------------------------------------------ | ------------------------------------------------------------ | ------------------------------------------------------------ | ------------------------------------------------------------ | ------------------------------------------------------------ |
| Média da temperatura máxima °C (°F)                          | 5.8 (42)                                                     | 6.5 (44)                                                     | 8.8 (48)                                                     | 9.6 (49)                                                     | 12.8 (55)                                                    | 18.1 (65)                                                    | 22.2 (72)                                                    | 22.3 (72)                                                    | 18.9 (66)                                                    | 13.0 (55)                                                    | 9.1 (48)                                                     | 6.9 (44)                                                     | 12,8 (55)                                                    |
| Temperatura média diária °C (°F)                             | 3.0 (37)                                                     | 3.6 (38)                                                     | 5.3 (42)                                                     | 6.0 (43)                                                     | 9.1 (48)                                                     | 13.9 (57)                                                    | 17.6 (64)                                                    | 17.6 (64)                                                    | 14.8 (59)                                                    | 9.8 (50)                                                     | 6.2 (43)                                                     | 4.2 (40)                                                     | 9,2 (49)                                                     |
| Média da temperatura mínima °C (°F)                          | 0.2 (32)                                                     | 0.6 (33)                                                     | 1.8 (35)                                                     | 2.4 (36)                                                     | 5.3 (42)                                                     | 9.6 (49)                                                     | 12.9 (55)                                                    | 12.8 (55)                                                    | 10.7 (51)                                                    | 6.5 (44)                                                     | 3.3 (38)                                                     | 1.4 (35)                                                     | 5,6 (42)                                                     |
| Precipitação mm (polegadas)                                  | 202 (7.95)                                                   | 183 (7.2)                                                    | 108 (4.25)                                                   | 142 (5.59)                                                   | 130 (5.12)                                                   | 69 (2.72)                                                    | 26 (1.02)                                                    | 17 (0.67)                                                    | 63 (2.48)                                                    | 182 (7.17)                                                   | 206 (8.11)                                                   | 257 (10.12)                                                  | 1 585 (62,4)                                                 |
| Horas de luz solar                                           | 120.9                                                        | 118.7                                                        | 165.0                                                        | 180.0                                                        | 241.8                                                        | 279.0                                                        | 350.3                                                        | 334.8                                                        | 231.0                                                        | 170.5                                                        | 126.0                                                        | 117.8                                                        | 2 435,8                                                      |
| Média dias de precipitação                                   | 13                                                           | 13                                                           | 11                                                           | 12                                                           | 10                                                           | 7                                                            | 3                                                            | 2                                                            | 6                                                            | 11                                                           | 12                                                           | 12                                                           | 112                                                          |
| Fonte: allmetsat.com 11 de março de 2010                     |                                                              |                                                              |                                                              |                                                              |                                                              |                                                              |                                                              |                                                              |                                                              |                                                              |                                                              |                                                              |                                                              |

## Pontos de interesse
- Casa do Ribas
- Casa da Fraga
- Observatório Meteorológico das Penhas Douradas
- Corgo das Mós
- Vale das Éguas
- Fragão do Corvo